# Успенская церковь (Кишинёв)
Успенская церковь (рум. Biserica Adormirea Maicii Domnului) — храм Кишинёвской епархии Русской православной церкви в городе Кишинёве. Церковь построена как единоверческая. Также называется Болгарской по улице, на которой находится. В Кишинёве есть ещё одна церковь, посвящённая Успению Пресвятой Богородицы.

## История
Церковь построена на пожертвования единоверцев из Кишинёва, Одессы и Санкт-Петербурга в июле-ноябре 1891 года. 22 ноября 1892 года она была освящена. В 1896 году к церкви была пристроена колокольня, а круглая пристройка с севера появилась ещё позже. В 1941 году здание сильно пострадало от боевых действий. В 1943 году были проведены ремонтные работы, выполненные И. Скоарцэ.
5 сентября 1963 года здание церкви было передано Академии наук Молдавской ССР. В 1990-х храм возвращён верующим. 8 января 1991 года была отслужена первая служба после почти тридцати лет перерыва.

## Архитектура
Церковь построена в типичном русском стиле с элементами классицизма в декоре. При постройке здание было меньше и имело три входа. Основное пространство храма в плане квадратное. С восточной стороны размещена полукруглая апсида, с западной — колокольня. После ремонта 1943 года купол церкви и колокольни имеют разную форму.